# Núr Mohammad Tarakí
Núr Mohammad Tarakí (15. července 1916 – 14. září 1979) byl afghánský komunistický politik a spisovatel tvořící v paštštině, prezident a premiér Afghánistánu v letech 1978-1979.

## Životopis
V 1965 byl jedním z hlavních zakladatelů Lidově-demokratické strany Afghánistánu. Stal se jejím generálním tajemníkem. V roce 1978, po vojenském převratu, přijal funkci vůdce Revoluční rady Afghánistánu, šéfa státu a premiéra. Někdy užíval titul Velkého vůdce květnové revoluce. Socialistický systém zaváděný pod jeho vedením se v Afghánistánu střetnul s tuhým odporem. Po výzvě vykladačů islámu ke svaté válce, povstalci rychle ovládli většinu země. V této situaci požádal o podporu Sovětský svaz, který v září 1979 intervenci zahájil. Zpočátku mělo jít jen o dodávku zbraní, vojenského materiálu a vojenských poradců, bez přímé intervence. Tarakí byl zavražděn na příkaz svého zástupce Hafizulláha Amína. Přivázali ho k posteli ručníkem a udusili polštářem.
Jeho literární díla jsou realistické romány a povídky o životě na vesnici v Afghánistánu, včetně  Da bang mosáferí (1958), Spín a Cara (1962).